# Coelodonta
Genre
Taxons de rang inférieur
- † Coelodonta antiquitatis (Blumenbach, 1799)
- † Coelodonta nihowanensis Chow, 1978
- † Coelodonta thibetana Deng, et al., 2011
- † Coelodonta tologoijensis Beliajeva, 1966

Coelodonta est un genre fossile de rhinocéros (rhinocéros laineux) qui vivait en Eurasie au Pliocène et au Pléistocène, il y entre 3,6 millions d'années et 10 000 ans. Il fait partie de la mégafaune qui a subi l'extinction du Quaternaire.
Son premier représentant connu fut Coelodonta antiquitatis (Pléistocène supérieur), décrit par Blumenbach en 1799 et présent en Europe comme en Asie. Trois autres espèces ont depuis été observées en Sibérie et en Mongolie (Coelodonta tologoijensis, Chibanien anciennement Pléistocène moyen), en Chine (Coelodonta nihowanensis, Pléistocène inférieur) et sur le plateau tibétain (Coelodonta thibetana, milieu du Pliocène).
Les inventeurs de Coelodonta thibetana proposent que ces quatre espèces sont descendantes les unes des autres à partir du rhinocéros laineux tibétain,. Leurs arguments s'appuient sur son antériorité et sa distribution proche de celle de Coelodonta nihowanensis, déjà proposé comme ancêtre des deux autres. Selon cette hypothèse, l'ancêtre du rhinocéros laineux se serait donc accoutumé au froid et à la neige dans les hauteurs de l’Himalaya avant le début de la période glaciaire d'il y a 2,8 millions d'années. Il serait alors descendu dans la steppe eurasiatique où il se serait dispersé, donnant d'abord naissance à Coelodonta nihowanensis ainsi qu'à terme aux autres espèces de rhinocéros laineux.
Les rhinocéros laineux partagent une structure crânienne qui indique qu'ils se nourrissaient à même le sol. Ils disposaient d'une corne nasale inclinée vers l'avant et relativement aplatie sur les côtés, capable de déplacer la neige pour y chercher de la nourriture. Cette préadaptation déjà présente chez l'espèce tibétaine sera cruciale pour ses descendants du Pléistocène.

## Liste d'espèces
Selon BioLib (29 février 2020) :
- Coelodonta antiquitatis (Blumenbach, 1799) †
- Coelodonta nihowanensis Chow, 1978 †
- Coelodonta thibetana Deng & al., 2011 †
- Coelodonta tologoijensis Beliajeva, 1966 †